# Ben Srour
Ben Srour est une commune de la wilaya de M'Sila en Algérie.